# Tổ dân phố

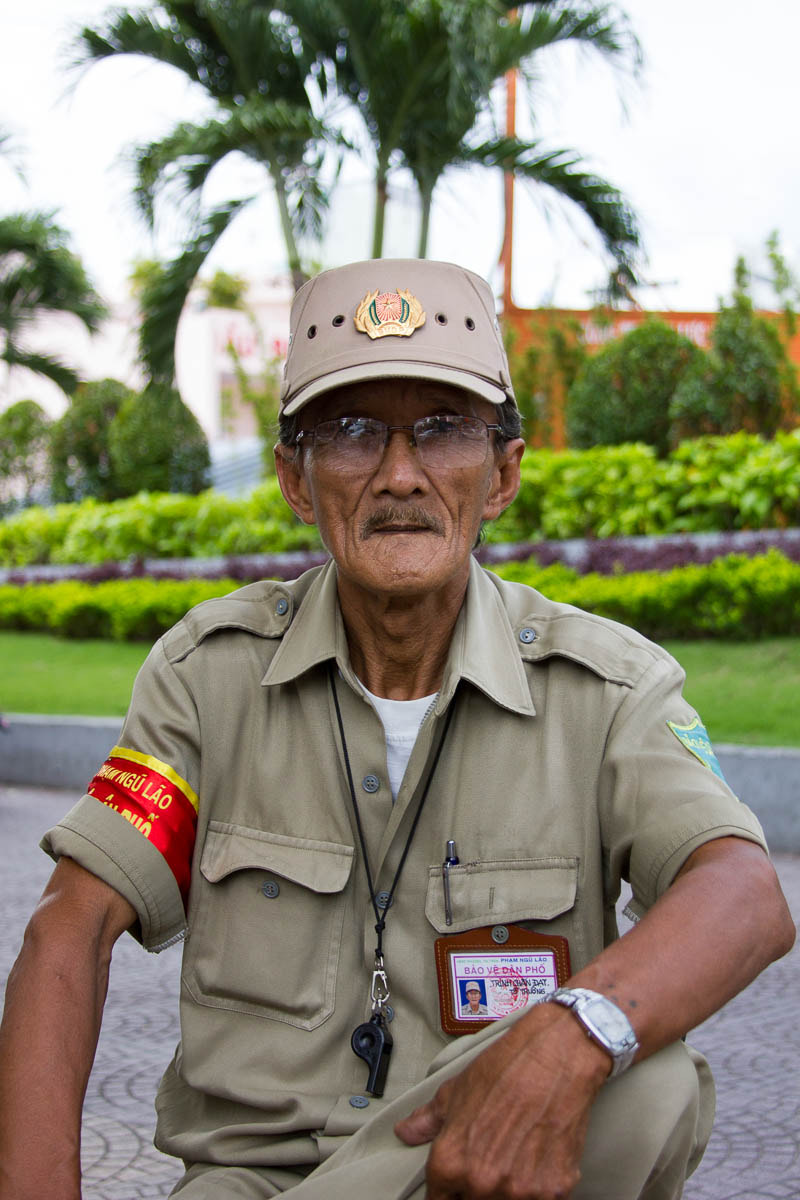
Một người bảo vệ dân phố ở Thành phố Hồ Chí Minh

Tổ dân phố, hoặc khu phố, khối phố, khóm, tiểu khu, khu vực... là một tổ chức tự quản của cộng đồng dân cư tại các đơn vị hành chính cấp xã thuộc các đơn vị hành chính đô thị ở Việt Nam.
Thông thường những người trực tiếp quản lý tổ dân phố, khu phố,.... này là tổ trưởng (tổ dân phố, khu phố...).